# 米哈伊利夫卡 (捷捷列夫卡市鎮)
50°14′15″N 28°24′45″E / 50.23750°N 28.41250°E
米哈伊利夫卡（羅馬化：Mykhailivka）是位於烏克蘭北部的村莊，由日托米爾州日托米爾區的泰泰里夫卡市镇負責管轄。該村面積0.76平方公里，海拔高度234米，2001年人口186人，人口密度每平方公里244.42人。